# Forrester Research

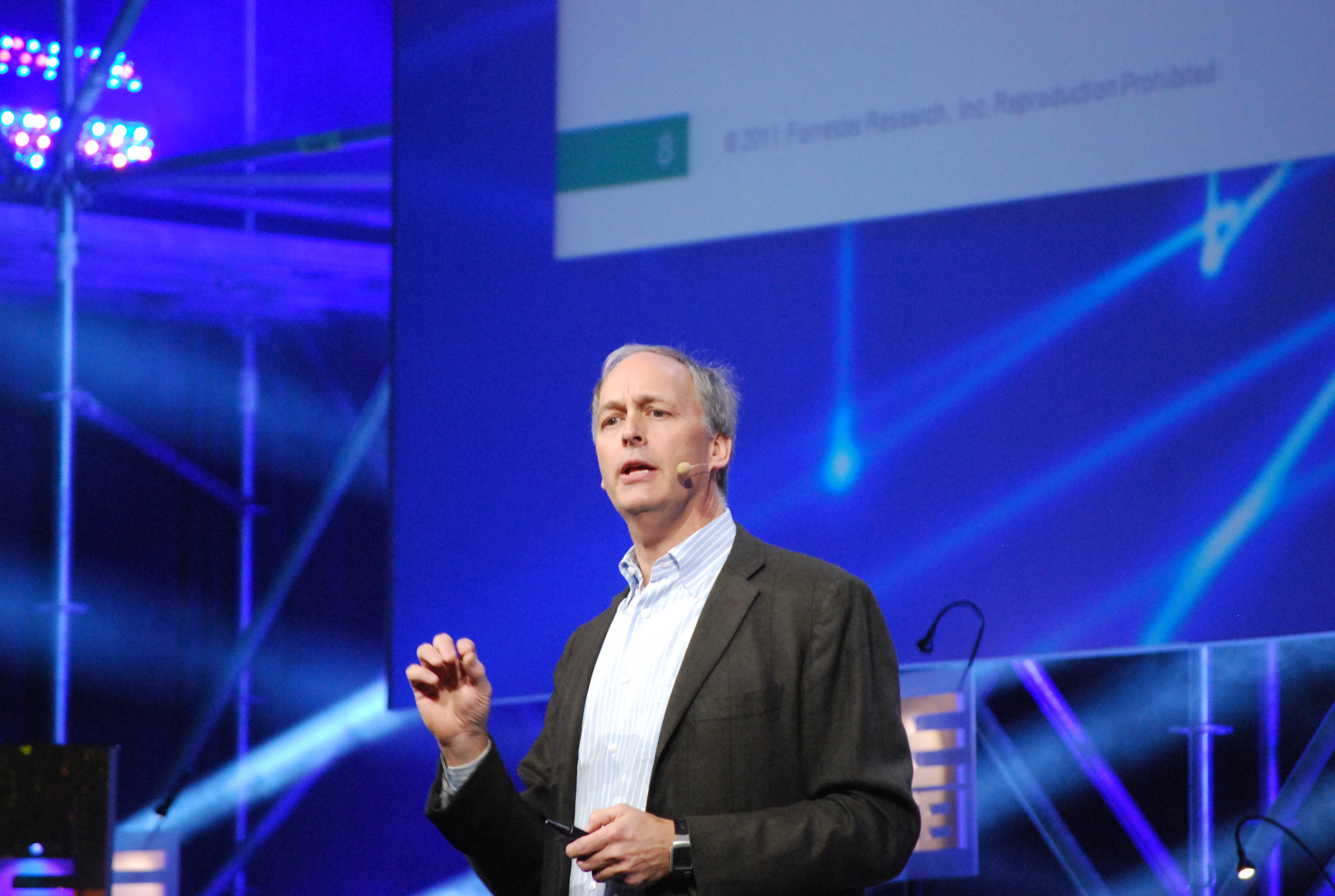
George Colony, giám đốc điều hành của Forrester Research

Forrester là một công ty nghiên cứu thị trường của Hoa Kỳ cung cấp lời khuyên về tác động tiềm tàng và tiềm ẩn của công nghệ tới khách hàng và công chúng. Forrester có năm trung tâm nghiên cứu ở Hoa Kỳ: Cambridge, Massachusetts; New York, New York; San Francisco, California; Washington, D.C.; và Dallas, Texas. Nó cũng có bốn trung tâm nghiên cứu châu Âu ở Amsterdam, Frankfurt, Luân Đôn, và Paris và bốn trung tâm nghiên cứu tại khu vực Châu Á Thái Bình Dương ở New Delhi, Singapore, Bắc Kinh, và Sydney. Công ty có 27 địa điểm bán hàng trên toàn thế giới. Nó cung cấp nhiều dịch vụ bao gồm nghiên cứu hợp tác về công nghệ có liên quan đến kinh doanh, nghiên cứu thị trường định lượng về áp dụng công nghệ tiêu dùng cũng như chi tiêu công nghệ thông tin cho doanh nghiệp, dịch vụ tư vấn dựa trên nghiên cứu, sự kiện, hội thảo, hội nghị từ xa, và chương trình điều hành mạng ngang hàng.

## Lịch sử
Forrester được thành lập vào tháng 7 năm 1983 bởi George Forrester Colony, hiện là chủ tịch hội đồng quản trị và giám đốc điều hành, tại Cambridge, Massachusetts.

## Lãnh đạo
- George F. Colony, chủ tịch hội đồng quản trị và giám đốc điều hành